# Weno
Weno – miasto w Sfederowanych Stanach Mikronezji, leżące na wyspie o tej samej nazwie. W 2008 roku miasto liczyło ok. 12 tys. mieszkańców. Weno jest stolicą stanu Chuuk. Na wyspie znajduje się lotnisko, Port Lotniczy Chuuk. Weno jest największym miastem Mikronezji.

## Klimat
| Miesiąc                          | Sty  | Lut  | Mar  | Kwi  | Maj  | Cze  | Lip  | Sie  | Wrz  | Paź  | Lis  | Gru  |
| -------------------------------- | ---- | ---- | ---- | ---- | ---- | ---- | ---- | ---- | ---- | ---- | ---- | ---- |
| Średnie temperatury w dzień [°C] | 30.6 | 30.2 | 30.4 | 30.6 | 30.9 | 30.7 | 30.9 | 30.8 | 31   | 31.3 | 31.3 | 30.9 |
| Średnie dobowe temperatury [°C]  | 24.4 | 24.4 | 24.6 | 24.7 | 24.5 | 24.4 | 23.9 | 23.5 | 23.7 | 23.6 | 24.3 | 24.1 |
| Opady [mm]                       | 246  | 204  | 235  | 318  | 313  | 329  | 335  | 358  | 364  | 279  | 289  | 275  |
| Źródło: Weatherbase              |      |      |      |      |      |      |      |      |      |      |      |      |